# Dimethylsulfidboran
Dimethylsulfidboran ist ein Elektronen-Donor-Akzeptor-Komplex aus Dimethylsulfid und dem in freier Form instabilen Monoboran.

## Herstellung
Dimethylsulfidboran kann hergestellt werden, indem gasförmiges Diboran zunächst in einer Kühlfalle mit flüssigem Stickstoff einkondensiert wird. Dieses wird dann langsam wieder verdampft und in flüssiges Dimethylsulfid eingeleitet.

## Reaktionen
Dimethylsulfidboran eignet sich als Syntheseäquivalent für Diboran, beispielsweise für Hydroborierungen. Es kann beispielsweise Aldehyde, Ketone und Carbonsäuren zu Alkoholen reduzieren oder unter Bildung von Organoboranen an Alkene addieren. Diboran ist bei Raumtemperatur instabil und liegt als extrem entzündbares Gas vor. Im Gegensatz ist Dimethylsulfidboran eine bei Raumtemperatur stabile Flüssigkeit und deutlich weniger gefährlich. Es eignet sich außerdem als Reduktionsmittel für die Herstellung von Alkoholen aus Ozoniden wie bei der Aufarbeitung einer Ozonolyse.